# لوسیل
لوسیل نام شهری تازه احداث شده توسط دولت قطر در کشور قطر است که در ۲۳ کیلومتری مرکز شهر دوحه در قسمت جنوبی شهرداری الضعاین واقع شده‌است. طبق برنامه‌ریزی قرار است که لوسیل دارای مارینا، مناطق مسکونی، استراحتگاه‌های جزیره ای، مناطق تجاری، فروشگاه‌های لوکس و امکانات تفریحی و یک زمین گلف، جزایر مصنوعی ساخته بشر و چندین منطقه تفریحی باشد. لوسیل در مرحله نهایی ۲۵۰ هزار نفر را در خود جای خواهد داد. ورزشگاه لوسیل در زمان جام جهانی فوتبال ۲۰۲۲ میزبان مراسم افتتاحیه و اختتامیه بود. ورزشگاه لوسیل آرنا و پیست بین‌المللی لوسیل دیگر مجموعه‌های ورزشی این شهر هستند که پیشتر میزبان قهرمانی هندبال جهان ۲۰۱۵ و جایزه بزرگ فرمول یک ۲۰۲۱ و ۲۰۲۳ بودند. توسعه ساخت و ساز این شهر با مدیریت سازمان سرمایه‌گذاری قطر و با همراهی دو شرکت مهندسی پارسونز و دورش-گروپ انجام می‌شود. شهر لوسیل بر اساس استانداردهای سختگیرانه کلاس جهانی ساخته و بر اساس یک چشم‌انداز چهارگانه طراحی شده‌است و پروژه ای برای نمایان کردن شهرسازی معاصر، پایداری زیست‌محیطی، زیرساخت‌های هوشمند و حرکت به سوی زندگی اجتماعی و پر جنب و جوش مردم است.

## نام
وجه تسمیه شهر لوسیل به نام گلی کمیاب در کشور قطر و همچنین نام قلعه‌ای در نزدیک این شهر جدید است که بنیانگذار قطر نوین از آنجا کشور را هدایت می‌کرد.

## تاریخچه
در سال ۱۹۰۸، جان گوردن لوریمر در دانشنامه خلیج فارس، عمان و عربستان مرکزی دربارهٔ این منطقه نوشت، روستایی در ساحل شرقی قطر در حدود ۱۵ مایلی شمال دوحه، محل سکونت اصلی شیخ جاسم، رئیس خانواده آل ثانی قطر در زمان کنونی است. حدود ۵۰۰ یارد در داخل این مکان، جبل لوسیل، یک تپه صخره ای با ارتفاعی است که نقطه عطفی را تشکیل می‌دهد که برای دریانوردان شناخته شده‌است. بر فراز قله جبل لوسیل برجی دو طبقه قرار دارد که از چندین مایل قابل مشاهده است و در پای تپه آن سه چاه یکی در شمال و دو چاه در سمت غرب است که آب یکی از آن‌ها به شدت شور است. روستای لوسیل شامل حدود ۵۰ خانه سنگی و گلی قابل توجه است که خانه دومی نگهبانان شخصی شیخ هستند. در این روستا ۹ قایق مروارید، ۲ کشتی دریایی دیگر و ۳ قایق ماهیگیری قرار دارد. خانه شیخ در حدود ۲۰۰ گز در جنوب روستا قرار دارد که این خانه در حدود سال ۱۹۰۱ میلادی ساخته شده‌است و ساختمانی است چهار ضلعی و دیوارهای بلند از سنگ و گچ که با چند حیاط و بیرون خانه و یک خانه کوچک به هم متصل شده‌است. شیخ جاسم برای اولین بار در سال ۱۹۰۳ با چند قبایل متحد در لوسیل ساکن شد. شیخ جاسم در ژوئیه ۱۹۱۳ درگذشت و در لوسیل به خاک سپرده شد. قلعه او، معروف به «قلعه بنیانگذار»، پایگاه عملیات او بود و به عنوان نماد فرهنگی مهم قطر شناخته می‌شود.

## مناطق
لوسیل دارای ۱۹ منطقه تعیین شده‌است.

## ورزش

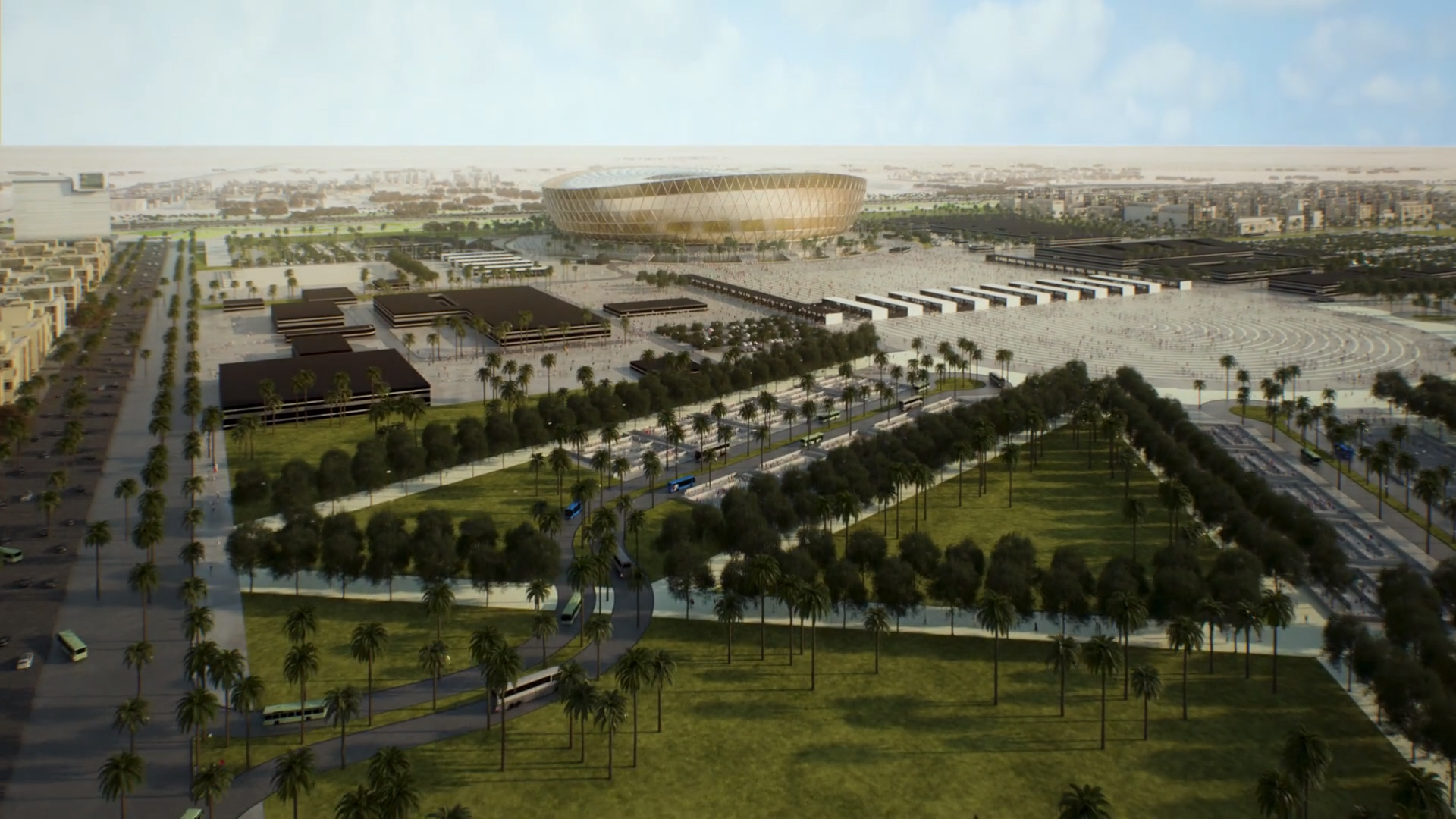
ورزشگاه ملی لوسیل

ورزشگاه ملی لوسیل با ظرفیت ۸۸٬۹۶۶ نفر، میزبان فینال جام جهانی فوتبال ۲۰۲۲ که بین دو تیم آرژانتین و فرانسه انجام شده بود، بود. طراحی این استادیوم از کاسه خرما الهام گرفته شده‌است. ورزشگاه لوسیل آرنا یکی دیگر از مکان‌های ورزشی این شهر است که میزبان مسابقات قهرمانی هندبال مردان جهان در سال ۲۰۱۵ بود. پیست بین‌المللی لوسیل که از سال ۲۰۰۴ هر سال میزبان مسابقات جایزه بزرگ موتور سیکلت قطر است، درست در خارج از شهر قرار دارد. این پیست میزبان مسابقات جایزه بزرگ فرمول یک قطر در فصل‌های ۲۰۲۱ و ۲۰۲۳ بود. این پیست مجهز و بزرگ در سال ۲۰۰۴ تأسیس شده و دارای ۸٫۰۰۰ نفر ظرفیت می‌باشد.

## صنعت
دفتر مرکزی بسیاری از شرکت‌های غیر مرتبط با انرژی در لوسیل قرار دارد. شرکت سرمایه‌گذاری املاک دیار قطر و شرکت‌های تابعه آن در این شهر قرار دارند. قطری دیار مسئول راه اندازی پروژه توسعه شهر لوسیل در سال ۲۰۰۵ بود.

## زیر ساخت

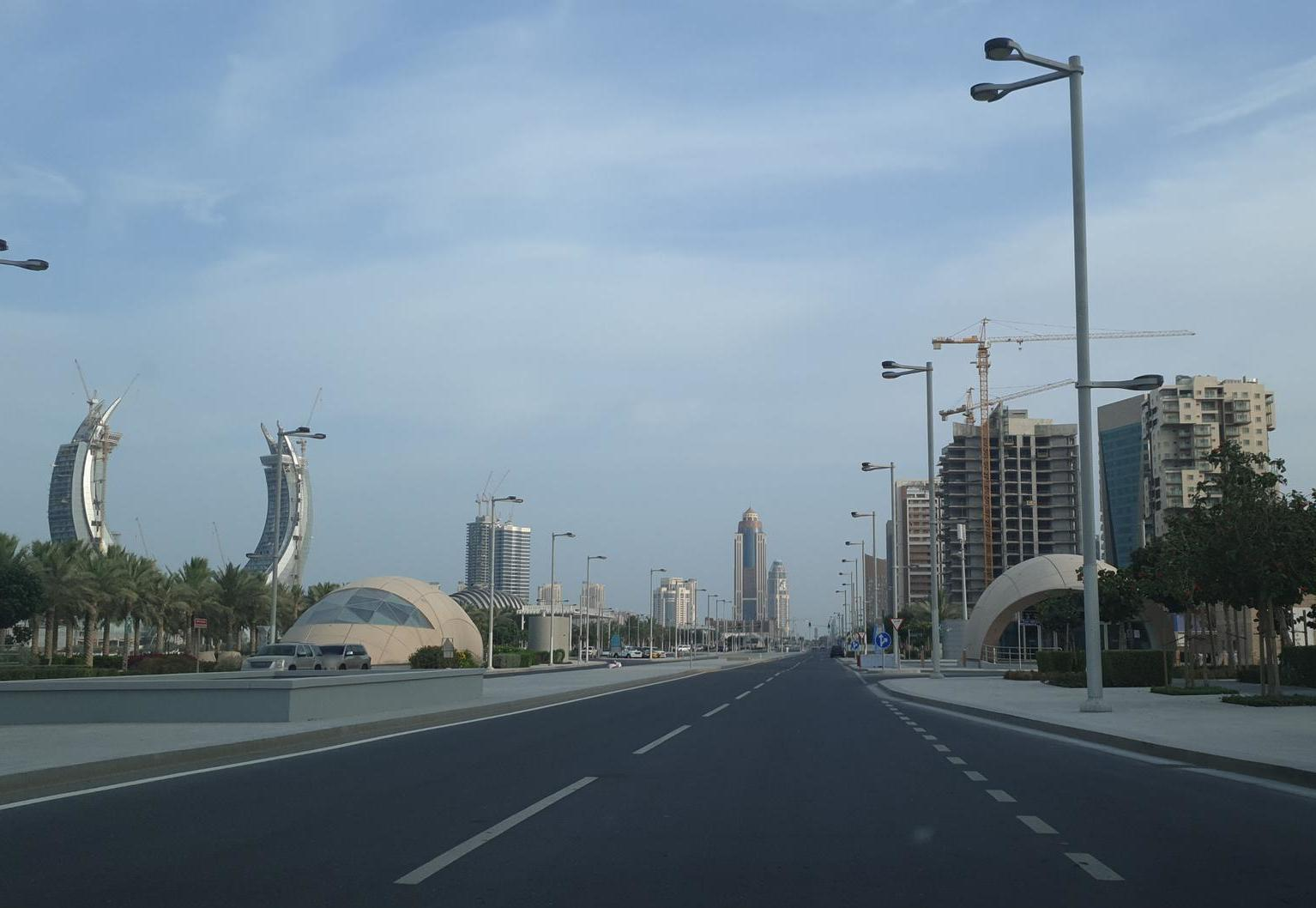
خیابان ال سینار لوسیل

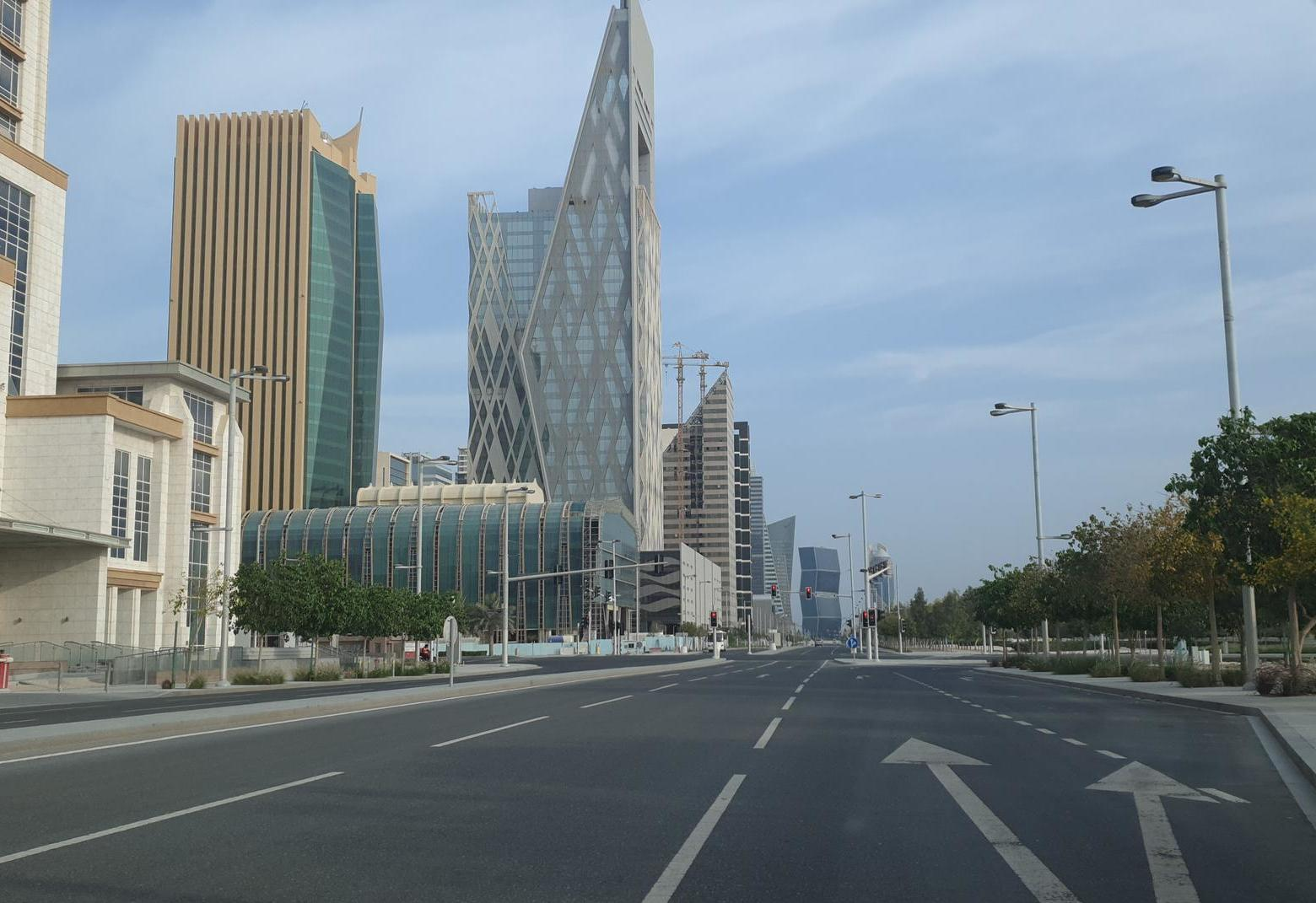
تقاطع خیابان المجدمی و خیابان یازدهم

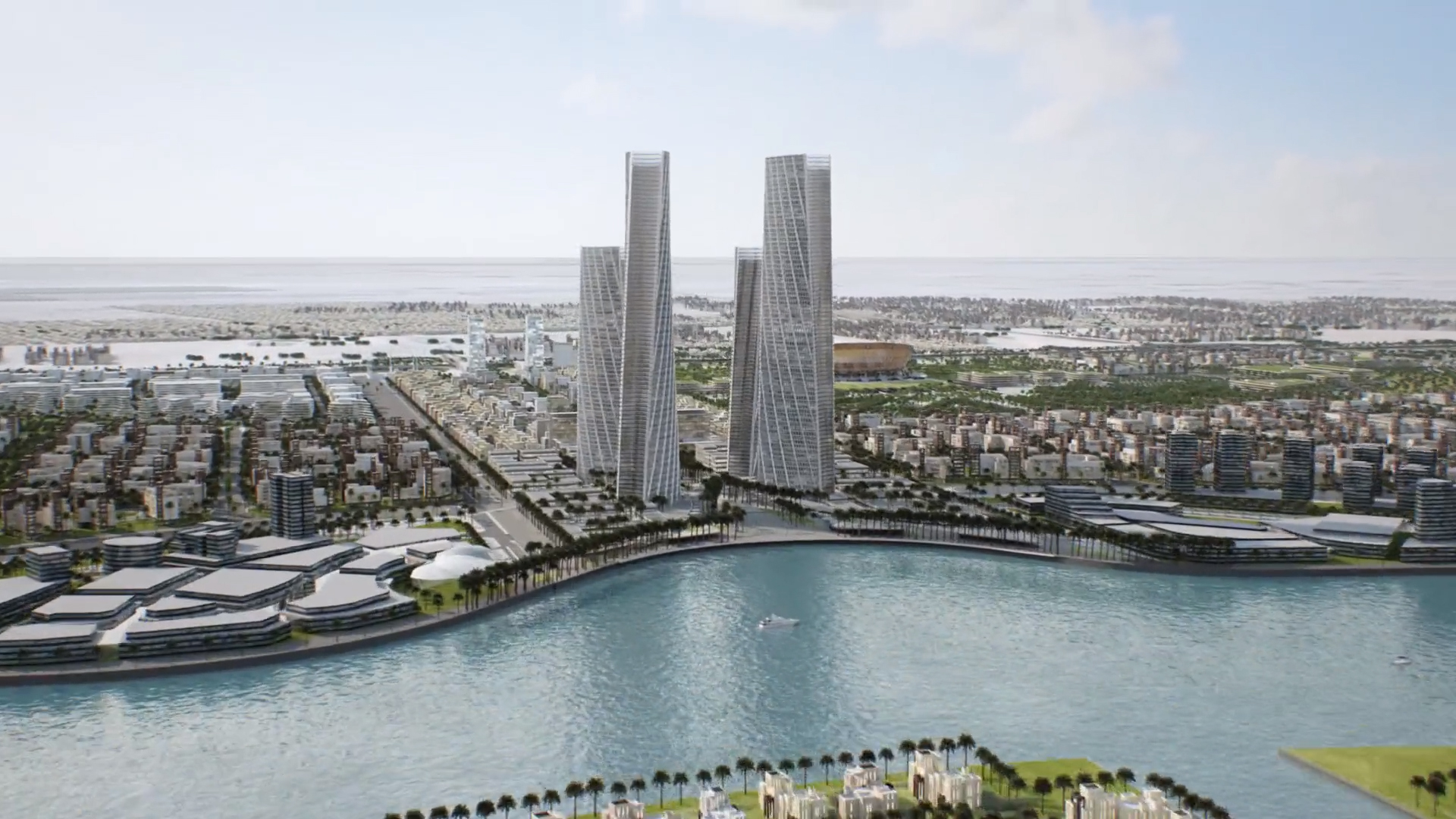
برج‌های لوسیل

### خدمات رفاهی
شبکه ای از خطوط لوله گاز، گاز طبیعی مصنوعی سی ان جی را به شهر منتقل می‌کند.

### فضاهای سبز

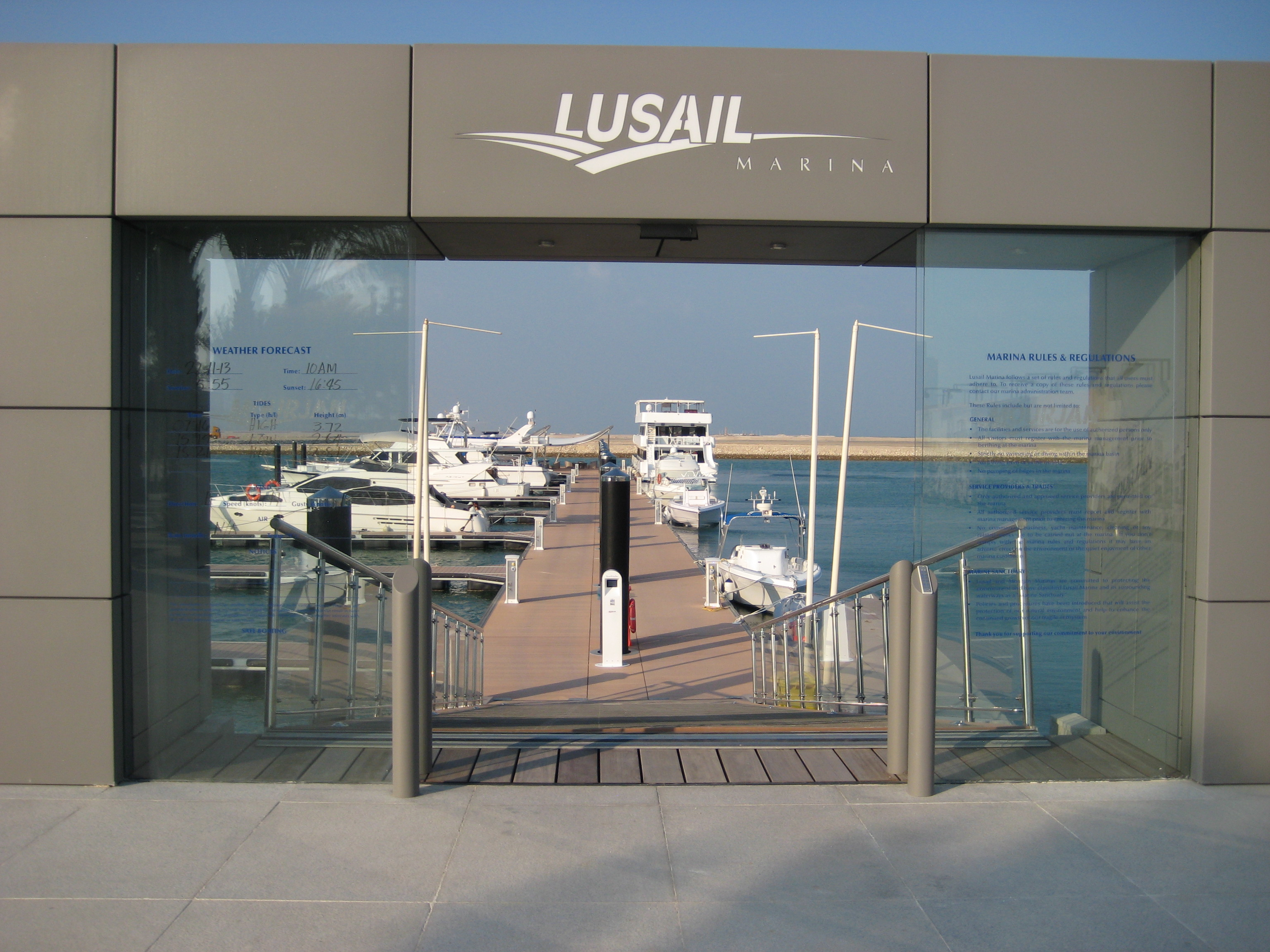
لوسیل مارینا

پارک‌های عمومی متعددی در سراسر نواحی لوسیل قرار دارند. به عنوان مثال، در منطقه فاکس هیلز، ۳۳ پارک وجود دارد که حدود ۱۰٫۳ هکتار فضای سبز را برای عموم فراهم می‌کند. یکی از بزرگ‌ترین پارک‌ها، پارک کرسنت نام دارد. این پارک شامل یک منطقه جنگلی، زمین‌های بازی، آب‌نماها، مسیرهای دوچرخه سواری، کیوسک‌ها، تمثال بناهای تاریخی و چندین زمین ورزشی است. استراتژی و چشم‌انداز لوسیلبرای محافظت از زیستگاه‌های طبیعی، افزایش ارزش اکولوژیکی، معکوس کردن بیابان زایی و ترویج تنوع زیستی در حدود ۴۰ درصد از کل گونه‌های گیاهی بومی با وسعت بیش از ۳٫۵ میلیون متر مربع می‌باشد که بر این اساس‌ها طراحی شده‌است.

### حمل و نقل

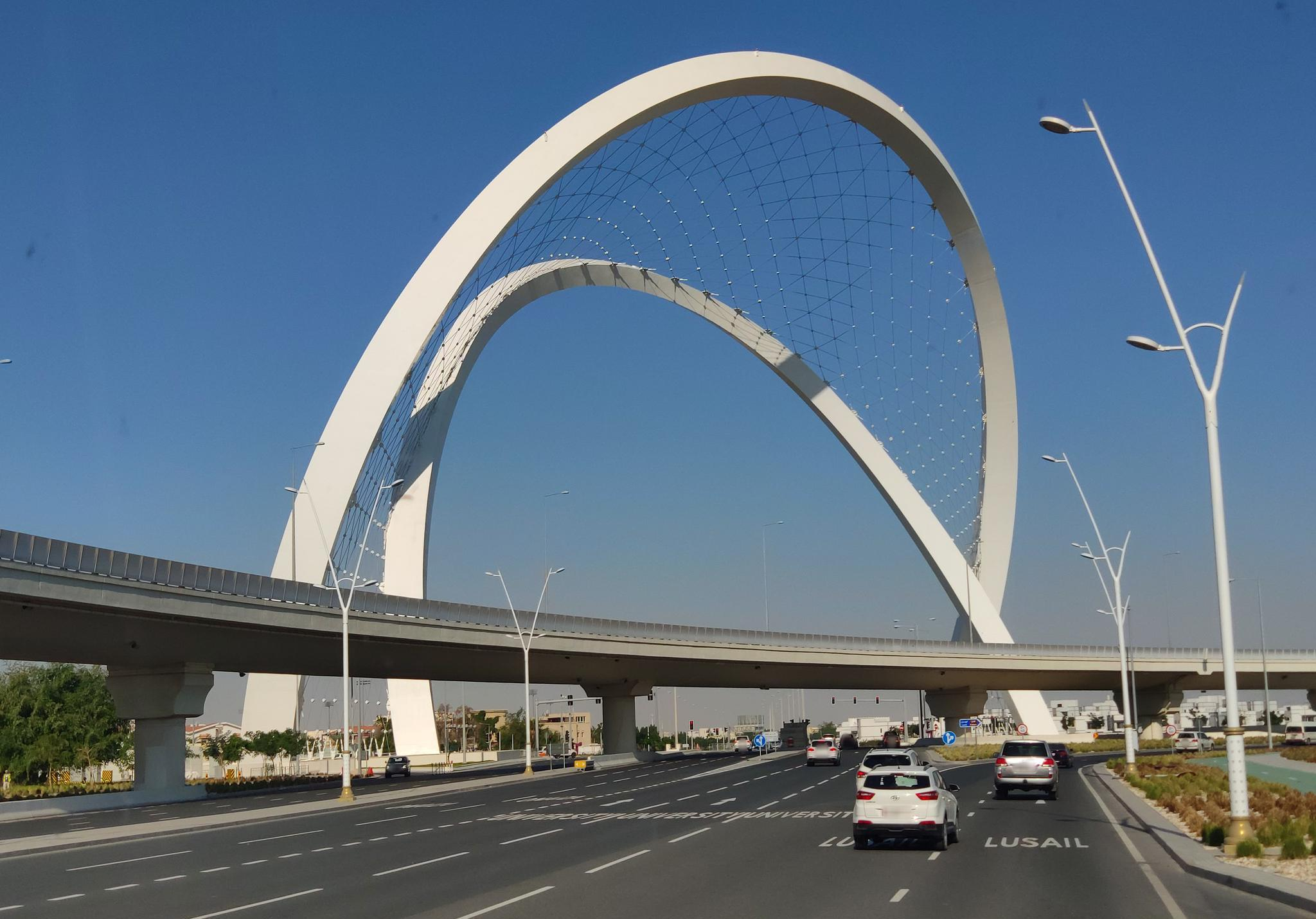
طاق‌های الوحده در لوسیل

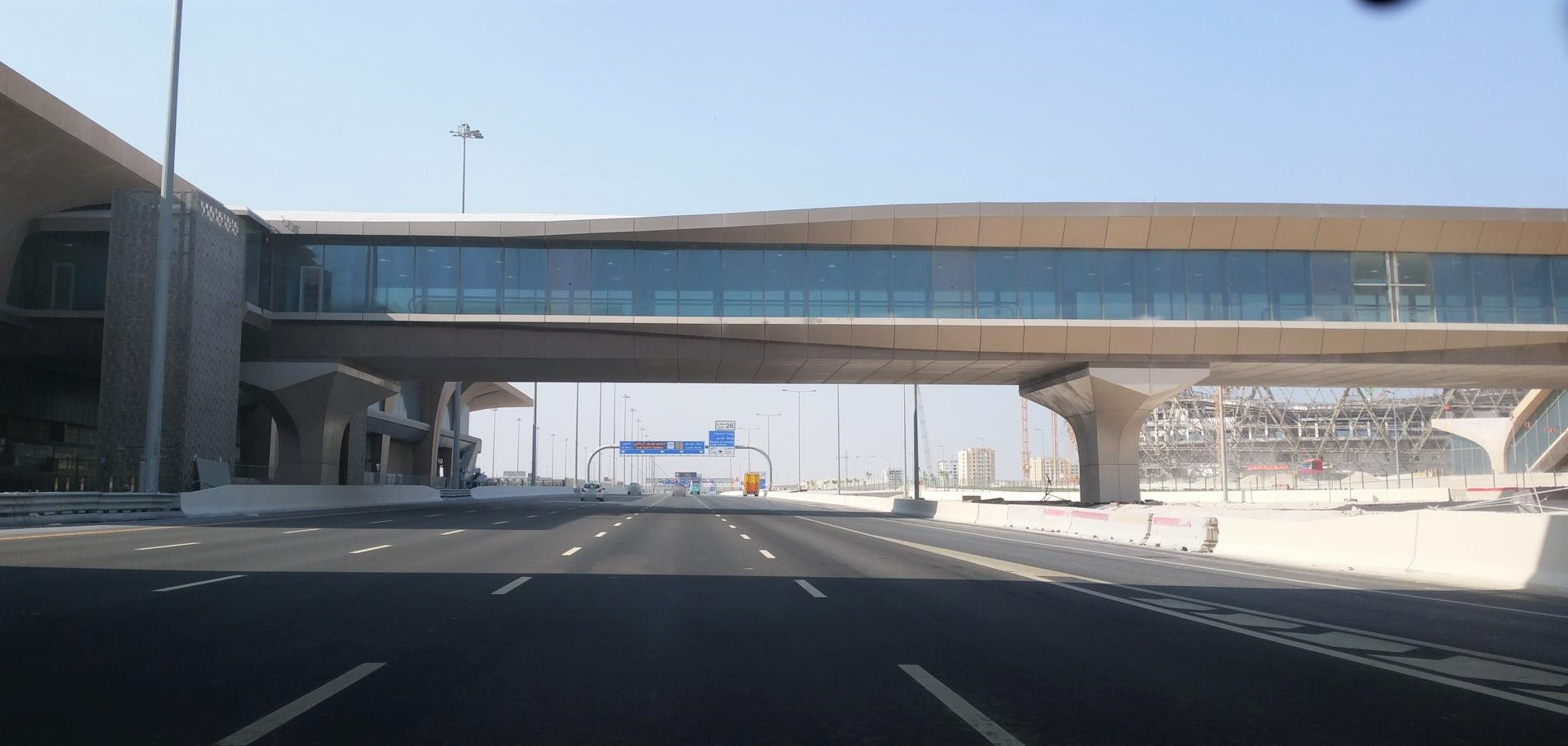
ایستگاه مترو لوسیل

حمل و نقل در لوسیل توسط شش جاده اصلی تسهیل می‌شود که در جنوب به دوحه متصل و در شمال شرق به بزرگراه لوسیل در غرب به بزرگراه الخور متصل می‌شود. لاین قرمز متروی دوحه از طریق لوسیل می‌گذرد و دسترسی راحتی را به دوحه و الوکره برای ساکنانش فراهم می‌نماید.

### مسکن
لوسیل پس از تکمیل کامل، ۲۵۰۰۰۰ ساکن را در خود جای خواهد داد. در تحولات آینده این ظرفیت به‌طور بالقوه به ۴۵۰۰۰۰ تا ۵۰۰۰۰۰ نفر افزایش خواهد یافت. در حال حاضر ۲۲ هتل ۵ ستاره بین‌المللی در این شهر فعال یا در حال ساخت هستند که کاتارا هاستیپتالی بزرگ‌ترین تأمین کننده امکانات رفاهی و گردشگری برای مسافران است. ارکیه، واترفرانت و فاکس هیلز نام سه منطقه مسکونی تازه ساخت و پیشرفته لوسیل می‌باشد. النفل و الخزاما نیز شامل زمین‌هایی برای ساخت ویلا برای خانواده‌های قطری است. تجربه ای انحصاری از فضاهای باز و مناظر دیدنی و طبیعی را فراهم می‌کند. شهر هوشمند یاسمین که با ۱۸۰۰۰ نفر در حال تکمیل است، به عنوان یک منطقه مسکونی نوآورانه و اختصاصی طراحی شده‌است که از انواع ساختمان‌های مسکونی و امکانات مرتبط از جمله آموزش و مهمان نوازی تشکیل شده‌است. این یک منطقه آموزشی هماهنگ و یکپارچه خواهد بود که زندگی انحصاری، سرگرمی‌ها و فضاهای کاری برجسته، و فضاهای سبز دلپذیر را ترکیب می‌کند و بهترین سبک زندگی ممکن را برای ساکنان تضمین می‌کند، همچنین از موقعیت ایده‌آل در لوسیل بهره می‌برد. هوزوم دیگر پروژه جدید و برجسته، واقع در حاشیه شمالی شهر لوسیل، به عنوان یک منطقه اجتماعی مسکونی کم‌تراکم برنامه‌ریزی شده‌است. این پروژه در مساحتی بالغ بر ۲۱۴۷۷۳۳ متر مربع، ۲۸۸۳ ویلا مسکونی مدرن را در خود جای می‌دهد که ابعادی بین ۴۰۰ تا ۸۰۰ متر مربع دارند و جامعه‌ای یکپارچه را برای زندگی خانوادگی در محیطی امن و آرام تشکیل می‌دهند. سیف دیگر منطقه لوکس لوسیل است که به عنوان مکانی آرام و دور از مرکز شهر تعریف شده و درون آن، محل زندگی مجلل در بهترین حالت خود است. این مرکز که به عنوان منطقه لوکس ساحلی ایجاد شده با کاربری مختلط شامل ۶۰۰۰۰۰ متر مربع تجاری، اداری، خرده فروشی، هتل، خانه و همچنین به عنوان مقصد مرکز تفریحی، غذاخوری و فرهنگی می‌باشد.

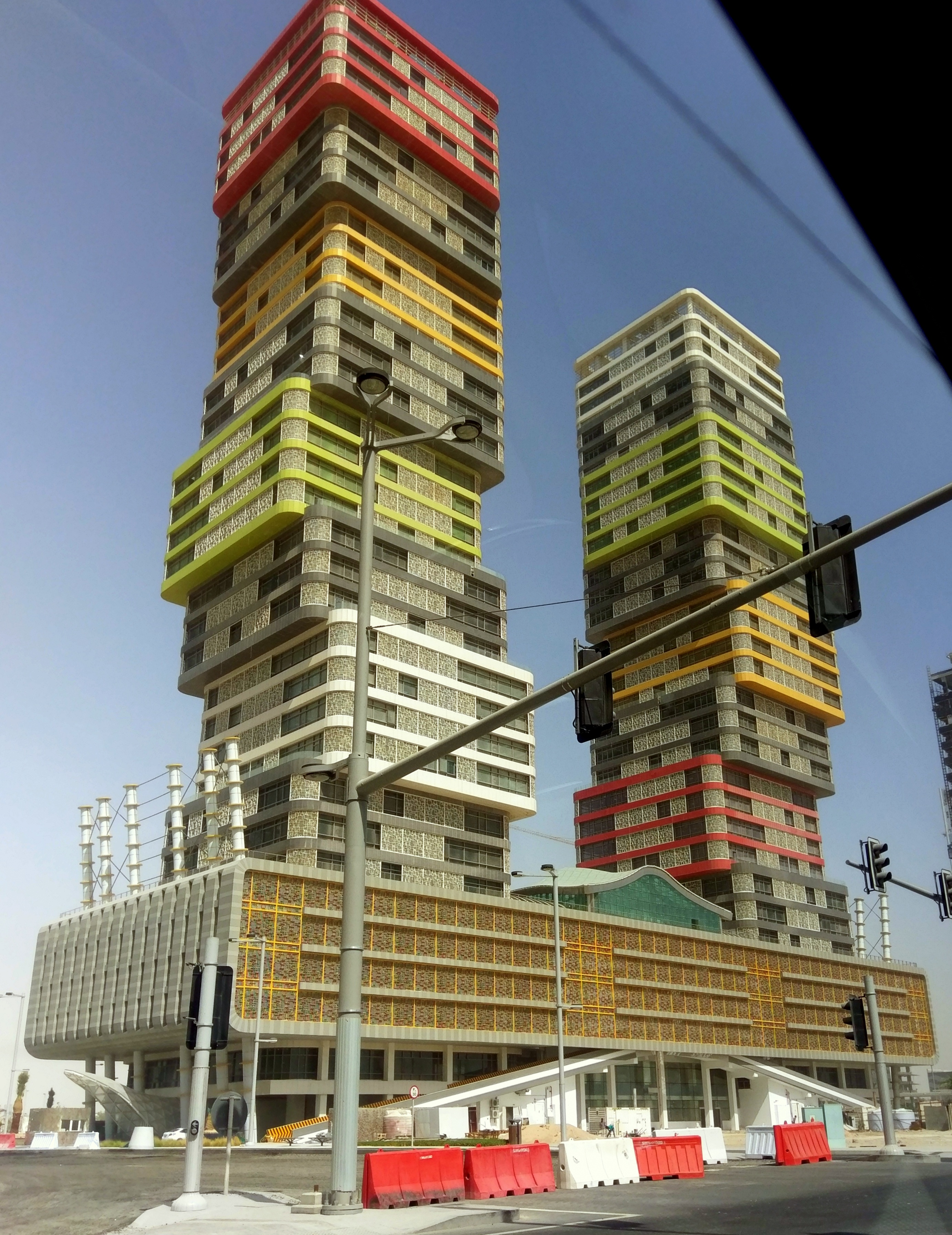
برج‌ها مکعب لوسیل

### منطقه تجاری اقتصادی
ساختمان‌های تجاری لوسیل در محدوده خیابان تجاری قرار دارند که برج چهار قلو لوسیل پلازا نماد آن است. دفتر معماری فاستر اند پارتنرز طراح برج‌های لوسیل پلازا است. این مجموعه با مساحتی به بزرگی ۱٫۳ میلیون متر مربع متشکل از چهار برج بلند، که شامل ساختمان بانک ملی قطر، بانک مرکزی قطر و ساختمان مرکزی سرمایه‌گذاری قطر در کنار چندین سازمان جهانی دیگر از جمله قطری دیار می‌باشد. خیابان تجاری قلب شهر لوسیل است. این مجموعه شامل طیف وسیعی از واحدهای مسکونی با کاربری مختلط، خرده‌فروشی سطح‌بالا و لوکس است که همگی با معماری پیچیده و تا آخرین جزئیات مطابق با استانداردهای کیفیت در سطح جهانی طراحی شده‌اند.

### مراکز خرید
پلاس وندوم یا وندوم مال قطر، نام مرکز خرید یک میلیون متر مربعی است که در شهر لوسیل در قطر ساخته شده‌است. در ساخت یکی از تالارهای گنبددار این مرکز خرید از «قصر بزرگ» در پاریس، پایتخت فرانسه الهام گرفته شده‌است. این مرکز دارای دو هتل لوکس پنج ستاره، یک مرکز خرید با بیش از ۶۰۰ فروشگاه مختلف خرده‌فروشی لوکس و مجلل است که توسط طراحان برتر طراحی شده‌است، همچنین یک مرکز سرگرمی نیز در آن وجود دارد.

### شبکه زهکشی آب
شبکه زهکشی آب طوفان لوسیل از سیل جلوگیری می‌کند، اختلالات مربوط به ترافیک را به حداقل می‌رساند و ایمنی جاده را برای ساکنان و بازدیدکنندگان تضمین می‌کند.

### سیستم خنک‌کننده
سیستم خنک‌کننده منطقه لوسیل که توسط شرکت مرافق قطر طراحی و ارائه شده، سالانه ۶۵ میلیون تن CO2 صرفه جویی می‌کند. پس از تکمیل، این سیستم به حدود ۱۰۰۰ ساختمان از طریق ۱۷۵ کیلومتر (تأمین و برگشت) لوله‌کشی زیرزمینی از چهار کارخانه خنک‌کننده خدمات رسانی خواهد کرد. این سیستم شامل آب سرد در لوله‌هایی است که از طریق تونل زیرزمینی در منطقه مارینا و از طریق یک شبکه گسترده در سراسر شهر لوسیل به هر منطقه تغذیه می‌شود. یک مرکز کنترل مرکزی مسئول عملیات، مدیریت و نگهداری سیستم خنک‌کننده و همچنین دستیابی به موارد کاهش مصرف برق کلی پروژه، کاهش اثرات منفی بر محیط زیست، تأمین منابع مالی و افزایش تولید و طراحی و خدمات بهتر، زیبایی‌شناسی و افزایش سطح راحتی است.

### ارتباطات
لوسیل به عنوان قلب هوشمند آینده معرفی شده‌است. لوسیل بر اساس شبکه به هم پیوسته و تکامل زیرساخت‌ها برای معرفی نمادی از یک شهر پایدار در آینده را ارائه می‌دهد. طرح جامع شهر همه امکانات شهری را در هر منطقه یکپارچه می‌کند تا مسافت سفر برای زندگی اجتماعی و خدمات را کاهش دهد. زیرساخت یکپارچه ICT (فناوری اطلاعات و ارتباطات)، از جمله Wi-Fi در سطح شهر و شبکه فیبر نوری، ستون فقرات بلندپروازی گسترده‌تر ارتباطات شهر لوسیل است که به بهبود زندگی و توانمندسازی مشاغل از طریق خدمات کارآمد و پایدار کمک می‌کند. ساختمان‌های تجاری و مسکونی در سراسر شهر برای اتوماسیون کامل مجهز شده‌اند.

### جزیره قطیفان
مجموعه پروژه‌های قطیفان، جزیره‌ای متمایز با پارک آبی پیشرفته، هتل‌های مجلل، اقامتگاه‌های بی‌رقیب و امکانات کلاس جهانی است که آن را به مرکزی جامعه و مدرن و رقابتی در کلاس جهانی تبدیل کرده‌است. جزایر قطیفان دارای انواع مختلفی از املاک مسکونی متنوع و محبوب و پل‌های عابر پیاده است که مراکز خرید را به هم متصل می‌کند، و همچنین تعدادی لنگر برای قایق‌ها و کشتی‌های لوکس است. این جزیره که دارای ۱٫۳ میلیون متر مربع وسعت است، پارک آبی آن به تنهایی ۱۲۹۲۹۶ متر مربع وسعت دارد. این جزیره علاوه بر آب‌نماهای متنوع، محله‌های متمایز، هتل‌های عالی و مکان‌های مناسب برای عابر پیاده، گزینه‌های سرگرمی هیجان‌انگیز را برای کل خانواده فراهم می‌کند. این جزیره برای زندگی دوستدار محیط زیست به دور از هرج و مرج شهری ایجاد شده‌است. جزایر قطیفان برای ارائه مجلل‌ترین تجربه تفریحات و زندگی خصوصی به بازدیدکنندگان ارائه شده‌است. این جزیره شامل دو بخش شمالی و جنوبی است که فاز اول آن شامل یک پارک آبی، یک هتل چهار ستاره متشکل از ۴۰۰ اتاق، و همچنین زیرساخت در مساحت تخمینی ۳۵۰۰۰۰ متر مربع از مساحت کل ۱٫۴ میلیون متر مربع و فاز دو شامل یک پارک مختلط و ویلاهای مجلل با آب‌های معدنی است.